# 330 (tal)
330 (trehundratrettio) är det naturliga talet som följer 329 och som följs av 331.

## Inom vetenskapen
- 330 Adalberta, en asteroid

## Inom matematiken
- 330 är ett jämnt tal
- 330 är det 15:e pentagontalet
- 330 är delbar med antalet primtal mindre än det
- 330 är summan av 6 primtal som kommer efter varandra: 43 + 47 + 53 + 59 + 61 + 67